# بنيامين فيربيتش
بنيامين فربيتش (بالسلوفينية: Benjamin Verbič)‏ هو لاعب كرة قدم سلوفيني في مركز الجناح الأيسر ولد في يوم 27 نوفمبر 1993 في بلدة تسليه في سلوفينيا، يلعب حالياً مع نادي دينامو كييف وسبق له اللعب مع نادي تساليه ونادي سامبيون ونادي كوبنهاغن، في سنة 2015 بدأ باللعب مع منتخب سلوفينيا لكرة القدم ويبلغ طوله 179 سم.

## روابط خارجية
- بنيامين فيربيتش على موقع الاتحاد الأوربي (الإنجليزية)
- بنيامين فيربيتش على موقع اتحاد أوكرانيا (الإنجليزية)
- بنيامين فيربيتش على موقع قاعدة بيانات كرة القدم.إي يو (الإنجليزية)
- بنيامين فيربيتش على موقع ناشيونال فوتبول تيمز (الإنجليزية)
- بنيامين فيربيتش على موقع Soccerway.com (الإنجليزية)
- بنيامين فيربيتش على موقع عالم كرة القدم.نت (الإنجليزية)
- بنيامين فيربيتش على موقع AS.com (الإسبانية)